# Andrei Shleifer
Andrei Shleifer (Moscú, 20 de febrero de 1961) es un economista ruso-estadounidense y profesor de economía en la Universidad de Harvard, donde ha enseñado desde 1991. Shleifer fue galardonado con la John Bates Clark Medal en 1999 por sus obras seminales en tres campos: finanzas corporativas (gobierno corporativo, derecho y finanzas), economía de los mercados financieros (desviaciones de la eficiencia de los mercados), y economías de transición.
Encabeza la lista de IDEAS/RePEc como el mejor economista del mundo, y también aparece como el número uno en la lista de «Científicos más citados en ciencias económicas y empresariales». Dirigió el proyecto de ayuda ruso del Harvard Institute for International Development (HIID) desde su inauguración en 1992 hasta 1997, donde junto con sus colaboradores realizaron inversiones en Rusia, y llegó a un acuerdo en una demanda del gobierno de los Estados Unidos debido a la violación de dicho contrato.

## Biografía
Proviene de una familia de origen judío de la Unión Soviética y emigró a Rochester, Nueva York, siendo un adolescente en 1976, donde asistió a la escuela y aprendió a hablar inglés de los episodios de Los Ángeles de Charlie. Luego estudió matemáticas, obteniendo un B. A. de la Universidad de Harvard en 1982. Realizó un posgrado en economía, doctorándose por el MIT en 1986. Como un estudiante de primer año en la universidad de Harvard, Shleifer tomó Math 55 con Brad DeLong; dijo que el curso le hizo darse cuenta de que no estaba destinado a ser un matemático, pero la experiencia le proporcionó un futuro coautor. Shleifer también conoció a su mentor y profesor, Lawrence Summers, durante su educación universitaria en la universidad de Harvard. Los dos escribieron varios artículos conjuntamente, recibieron becas también de forma conjunta, y fueron colegas de la facultad.
Ha ocupado un cargo permanente en el departamento de economía de la Universidad de Harvard desde 1991, y fue, desde el año 2001 hasta el año 2006, el Whipple V. N. Jones profesor de economía. Anteriormente, impartió clases en la Escuela de negocios Booth de la Universidad de Chicago y, brevemente, en la Universidad de Princeton.

## Obra
Los primeros trabajos de Shleifer versaron sobre economía financiera, donde ha contribuido al campo de las finanzas del comportamiento. También ha escrito trabajos influyentes sobre economía política, economía de la transición, y sobre desarrollo económico, colaborando con sus antiguos compañeros en Chicago, Kevin M. Murphy y Robert W. Vishny. Su artículo «Industrialization and the Big Push» fue acreditado por Paul Krugman como un avance importante dando fin a una «depresión en la teoría del desarrollo».
Con los coautores Rafael La Porta, Simeon Djankov y Florencio López de Silanes, Shleifer también ha hecho importantes contribuciones al estudio de la gobernanza corporativa.
En los últimos años su investigación se ha centrado en teoría del derecho (también conocida como teoría del derecho y las finanzas), que afirma que la tradición jurídica a la que un país se adhiere a (tales como el derecho anglosajón o common law o los distintos tipos de derecho continental) es un factor determinante para el desarrollo de un país, sobre todo su desarrollo financiero.
La nota de prensa al obtener medalla Clark lo describió como un «excelente economista, que trabaja en la construcción de modelos sencillos, siguiendo la tradición de Chicago, destacando los mecanismos económicos básicos, y mirando con cuidado los datos.... Un tema recurrente de su investigación es el papel de los mercados, las instituciones y los gobiernos.»

## Gestor de activos
En 1994 Shleifer fundó con sus compañeros académicos —especialistas en economía conductual— Josef Lakonishok y Robert Vishny una firma de gestión con sede en Chicago conocida como LSV Asset Management. A partir de febrero de 2006, controlaba cerca de $50 000 millones en carteras de renta variable, a pesar de que, según el sitio web de la fima, Shleifer ha vendido su participación.

## Escándalo
Durante la década de 1990, Andrei Shleifer estuvo a cargo de un proyecto de Harvard, bajo los auspicios del Harvard Institute for International Development (HIID) que invirtieron fondos del gobierno de los Estados Unidos para el desarrollo de la economía de Rusia. Schleifer también fue asesor directo a Anatoly Chubais, entonces vice primer ministro de Rusia, poseedor de la cartera Rosimúshchestvo (Agencia Federal para la Administración de Bienes del Estado) y fue el principal ingeniero de la privatización rusa. A Shleifer también se le encomendó el establecimiento de un mercado de valores de Rusia. En 1996, hubo quejas del proyecto de Harvard que llevaron al Congreso a iniciar una investigación liderada por la General Accounting Office, en el que se afirmó que el Harvard Institute for International Development (HIID) tuvo «un control importante del programa de asistencia de Estados Unidos».
En 1997, la Agencia de Estados Unidos para el Desarrollo Internacional (USAID) canceló la mayoría de los fondos destinados al proyecto de Harvard después de que las investigaciones mostraron que los jefes del HIID Andrei Schleifer y Johnathan Hay habían utilizado sus posiciones e información privilegiada para beneficiarse de las inversiones en los mercados de valores de Rusia. Entre otras cosas, el Institute for a Law Based Economy (ILBE) fue utilizado para ayudar la esposa de Schleifer, Nancy Zimmerman, que operaba un fondo de cobertura que especulaba en bonos rusos.
En agosto de 2005, la Universidad de Harvard, Shleifer y el Departamento de Justicia llegaron a un acuerdo por el cual la universidad pagó 26,5 millones de dólares para resolver el pleito. Shleifer también fue condenado a pagar $2 millones de dólares en daños y perjuicios, aunque no admitió su culpabilidad.

## Obras
- Privatizing Russia. Cambridge, MA: MIT Press. 1995. ISBN 0-262-02389-X.
- «The Regulation of Labor». Quarterly Journal of Economics 119 (4): 1339-1382. 2004. doi:10.1162/0033553042476215.
- «The Regulation of Entry». Quarterly Journal of Economics 117 (1): 1-37. 2002. doi:10.1162/003355302753399436.
- «Courts». Quarterly Journal of Economics 118 (2): 453-517. 2003. doi:10.1162/003355303321675437.
- «Law and Finance». Journal of Political Economy 106 (6): 1113-1155. 1998. doi:10.1086/250042.
- «Corporate Ownership Around the World». Journal of Finance 54 (2): 471-517. 1999. doi:10.1111/0022-1082.00115.
- «Investor Protection and Corporate Governance». Journal of Financial Economics 58 (1–2): 3-27. 2000. doi:10.1016/S0304-405X(00)00065-9.
- «Conscription as Regulation». American Law and Economics Review 7 (1): 85-111. 2005. doi:10.1093/aler/ahi009.
- «A Survey of Corporate Governance». Journal of Finance 52 (2): 737-783. 1997. doi:10.2307/2329497.
- Inefficient Markets: An Introduction to Behavioral Finance. Oxford, UK: Oxford University Press. 2000. ISBN 0-19-829227-9.